# Golovin (månekrater)
Golovin er et nedslagskrater på Månen. Det befinder sig på den nordlige halvkugle på Månens bagside og er opkaldt efter den amerikanske raketingeniør Nicholas E. Golovin (1912-1969).
Navnet blev officielt tildelt af den Internationale Astronomiske Union (IAU) i 1970. 

## Omgivelser
Golovinkrateret ligger sydøst for Campbellbassinet. To kraterdiametre sydvest for Golovin ligger det større Appletonkrater, og nord for ligger Langevinkrateret.

## Karakteristika
Golovin er cirkulært og ikke særlig eroderet, eftersom der ikke ligger senere nedslag af betydning over den. Der er en let udadgående bule mod nordvest. De indre kratervægge er forholdsvis brede og er skredet lidt ned langs den øverste kant. Der er en samling centrale højderygge nær kraterbundens midte. Ellers er bunden ret lille og jævn.

## Satellitkratere
De kratere, som kaldes satellitter, er små kratere beliggende i eller nær hovedkrateret. Deres dannelse er sædvanligvis sket uafhængigt af dette, men de får samme navn som hovedkrateret med tilføjelse af et stort bogstav. På kort over Månen er det en konvention at identificere dem ved at placere dette bogstav på den side af satellitkraterets midte, som ligger nærmest hovedkrateret. Golovinkrateret har følgende satellitkratere:
| Golovin | Længde  | Bredde   | Diameter |
| ------- | ------- | -------- | -------- |
| C       | 40,8° N | 163,1° Ø | 16 km    |

## Måneatlas
- Billeder af Golovinkrateret i LPI-måneatlasset